# Andrena mesillae
Andrena mesillae är en biart som beskrevs av Cockerell 1896. Andrena mesillae ingår i släktet sandbin, och familjen grävbin. Inga underarter finns listade i Catalogue of Life.